# فادا (تشاد)
فادا هي عاصمة إقليم إنيدي الغربية في تشاد، والتي أُنشئت في عام 2012 من النصف الغربي من إقليم إنيدي.
تقع في هضبة إنيدي، وبلغ عدد سكانها 23.786 نسمة (اعتبارًا من ديسمبر 2005). تشتهر برسومات الكهوف المحيطة والتكوينات الصخرية، في حين أن وادي قلتة آرشي والخشب الذي يتواجد في وادي شعيب من عوامل الجذب المحلية.
خلال حرب تويوتا عام 1987، شهدت البلدة قتالاً أثناء معركة فادا.
يخدم المدينة مطار فادا.